# Aristegui (programa)
Aristegui es un programa de televisión de análisis político y entrevistas a personajes de la vida artística, política y social de México y Latinoamérica. Es conducido por Carmen Aristegui y se transmite a través de la señal 1 de la cadena CNN en Español desde el centro de producción de la cadena ubicado en Ciudad de México. Inició transmisiones el 4 de julio de 2005.
En este programa han sido analizados distintos temas polémicos, tales como la presunta corrupción de los sacerdotes Marcial Maciel y Onésimo Cepeda Silva, así como la llamada ley Televisa.